# Ovid Hajou
Ovid Hajou (* 10. November 1983 in Gelsenkirchen) ist ein ehemaliger deutsch-syrischer Fußballspieler und heutiger Trainer. Seit November 2024 ist er Co-Trainer der U21-Nationalmannschaft.

## Karriere als Spieler
Hajou spielte bis 2002 bei Preußen Münster. Am 7. Dezember 2001 kam er bei der 2:0-Auswärtsniederlage gegen den VfL Osnabrück erstmals im Herrenbereich zum Einsatz, als er in der 56. Spielminute für Vladimir Niederhaus eingewechselt wurde. 2002 wechselte er zu Rot Weiss Ahlen. Dort gab er am 2. Mai 2002 beim 1:1-Auswärtsspiel gegen den 1. FC Union Berlin sein Debüt in der 2. Fußball-Bundesliga, als er in der 76. Spielminute für Marcel Rath eingewechselt wurde. In der Saison 2003/04 spielte er in 27 Spielen für die zweite Mannschaft von Ahlen, wo er sechsmal treffen konnte. Zudem wurde er zweimal in der 2. Bundesliga bei der ersten Mannschaft eingesetzt. In den nächsten beiden Spielzeiten spielte er jeweils in zehn Spielen für die zweite Mannschaft. 2006 wechselte er in die Oberliga Westfalen zu Sportfreunde Lotte. In dreizehn Ligaspielen konnte er einen Treffer erzielen. Aufgrund einer Knieverletzung musste er seine Karriere bereits im Alter von 24 Jahren beenden.
Hajou spielte sechzig Spiele (sieben Tore) in der Oberliga Westfalen, drei Spiele in der zweiten Bundesliga und zwei Spiele in der Regionalliga Nord.

## Karriere als Trainer
Hajou begann bereits noch während seiner Zeit als Spieler bei Lotte als Co-Trainer und Scout. Dabei war anfangs Klaus Bienemann und Manfred Wölpper Cheftrainer der Mannschaft. Ab der Saison 2008/09 war er unter Maik Walpurgis im Trainerteam. Zu Beginn der Saison 2013/14 wechselte Hajou mit Walpurgis zum 3. Ligisten Osnabrück. Zur Saison 2016/17 wechselte er erneut mit Walpurgis zum Erstligisten FC Ingolstadt 04. Die Mannschaft stieg jedoch nach der Spielzeit ab. In der Saison 2018/19 trainierte er erneut als Co-Trainer unter Walpurgis Dynamo Dresden. Seit Sommer 2021 trainiert er als Co-Trainer unter Torsten Lieberknecht den SV Darmstadt 98, wo er aktuell einen Vertrag bis 2025 besitzt. Nach dem 4. Spieltag  der Zweitliga-Saison 2024/25 und dem Rücktritt von Torsten Lieberknecht übernahm er Anfang September 2024 interim die Cheftrainerschaft des SV Darmstadt 98.
Am 9. November 2024 wurde er zum Co-Trainer der U21-Nationalmannschaft berufen.

## Persönliches
Sein Vorname Ovid ist an den gleichnamigen römischen Dichter angelehnt. Er ist Vater von einem Kind. Hajou brach sein Abitur auf Empfehlung seines Trainers Werner Lorant ab, holte jedoch sein Fachabi im Abendgymnasium nach. Danach machte er eine Ausbildung als Personaldienstleistungskaufmann, arbeitete aber nie in diesem Beruf.